# Csengetett, Mylord?
A Csengetett, Mylord? 26 részes brit televíziós vígjátéksorozat az 1980-as évek végéről és az 1990-es évek elejéről. Témája az 1920-as évek brit társadalma, annak tagolódása, szereplői egy brit főúri család és cselédei. Görbe tükröt tart mind az arisztokrácia, mind az „alsóbb” osztályok elé. Magyarországon az MTV2 mutatta be, majd 2003. február 15-én a Duna TV is műsorra tűzte, később pedig DVD-n is megjelent.

## Főcímdal
A főcímdalt Jimmy Perry és Roy Moore írta, Bob Monkhouse és Paul Shane adták elő. A zene jellegzetesen 20-as évekbeli, a szöveg röviden utal alsóbb és felsőbb osztályok viszonyára, az életüket jellemző eseményekre.

## A Meldrum-ház személyzete
- Alfred „Alf” Stokes (Paul Shane): Komornyik, akit a sorozat elején fogadnak fel. Állását annak köszönheti, hogy a háborúban megmentette tisztje, az ifjabbik Meldrum életét katonatársa, James segítségével. Előző állásából azért rúgták ki, mert zálogba adott értéktárgyakat. Nem túl sikeres cirkuszi pályafutásba kezdett, ezt követően visszatér komornyiknak, a véletlen műve, hogy a Meldrum-házban talál munkát. A jég hátán is megélő, ügyeskedő ember, igyekszik pénzt kicsalni mind a felső, mind az alsó osztály tagjaitól. Bár lenézi, megveti, valamint ha teheti, meglopja munkaadóit, ki is szolgálja őket. Gyakran hangoztat munkáspárti frázisokat, szíve mélyén szocialista. Jó állása ellenére kitart a munkásosztály tagjai mellett, segít rajtuk, ha úgy adódik. Lánya Ivy, a szobalány, akit nagyon szeret, bár önzése és becstelensége néha felülkerekedik atyai szeretetén.

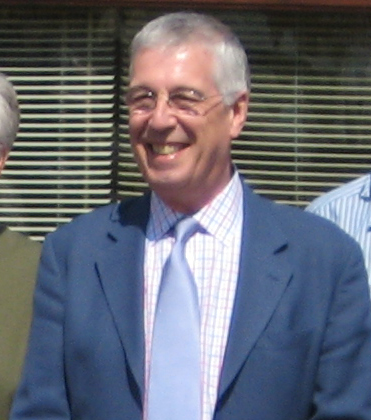
Jeffrey Holland 2011 májusában

- James „Jim” Twelvetrees (Jeffrey Holland): Stokes volt katonatársa, az ifjabb Meldrum másik megmentője. A Meldrum-ház lakája, a második ember az alkalmazottak rangsorában. Pont ellenkezője Stokes-nak. Céltudatos, elhivatott, precíz és rendkívül becsületes, aki képtelen lenne munkaadóit megkárosítani. Rossz tulajdonsága, hogy túlzottan tekintélytisztelő és beképzelt, aki hisz az arisztokráciában, a társadalmi osztályokban. Rossz véleménye van Stokes-ról, az a vágya, hogy ő legyen a komornyik. Amilyen alázatos a ház uraival, olyan fölényes a nála szegényebb sorsúakkal. Számára Lord Meldrum egyik lánya, Miss Poppy a tökéletes a nő, aki megtestesíti a gazdagságot, a szépséget, és mindent, ami a felső osztálynak kijár.
- Ivy Teasdale (Su Pollard): Bár a háznál kevesen tudják, valójában Stokes lánya. Csúnyácska, butácska, esetlen, szemüveges cselédlány, aki egy apja által hamisított ajánlás alapján kerül a Meldrum-házba, még sohasem dolgozott szobalányként. Ügyetlensége és naiv butasága miatt sokszor kerül kellemetlen helyzetbe.
- Mrs. Blanche Lipton (Brenda Cowling): Szakácsnő. Nagydarab, érzékeny. Szerelmes Alfba, de Wilson kapitány is udvarol neki. Kiváló a meggyes lepénye, és jól főz. Nagyon hasonlít Jameshez abban, hogy roppantul tekintélytisztelő, az alatta állókat viszont semmibe veszi.
- Henry Livingstone (Perry Benson): Inas. Kicsi, szemüveges, kövér, ahogy jellemzi önmagát. Bár iskolázatlan, remekül számol fejben, ért a motorjavításhoz, és a rádióhoz. Gyakran ejt el egy-két szemtelen vagy buta megjegyzést, amiért egy-egy pofon lesz a jutalma. Szerelmes Ivyba, ám ő csak barátként tekint rá.
- Mabel Wheeler (Barbara New): Ő a személyzet legalul álló tagja, őt még Ivynál és Henrynél is jobban lenézik a házban. Mosogató-takarítónőként végzi a legalja munkát, amiért hárompennys órabért kap, és – általában – némi ételmaradékot Mrs. Liptontól. Kettesben él munkanélküli és iszákos férjével. Csípős humorával, szarkasztikus megjegyzéseivel igazi színt hoz a konyhába.

## A Meldrum család
- Lord George Meldrum (Donald Hewlett): A ház ura. Ötvenes éveiben járó férfi, aki – legalábbis úgy képzeli – vaskézzel vigyáz családtagjai és személyzete erkölcseire, miközben ő maga viszonyt folytat barátja, Sir Ralph Shawcross feleségével, Lady Agathával. Zsugori és régi (viktoriánus) elveket valló, képmutató alak. A szolgálók ügyetlenkedéseit is gyakran elnézi. Özvegyember, a felesége három évvel a történet kezdete előtt halt meg.

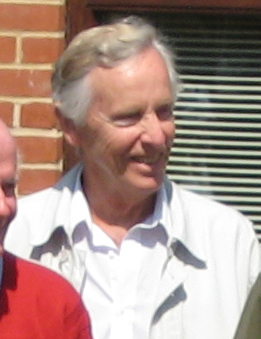
Michael Knowles 2011 májusában

- Edward „Teddy” Meldrum (Michael Knowles): George Meldrum öccse. Különc, gyermeteg lelkületű, néha már-már ostoba személyiség, aki minden normális posztra vagy állásra alkalmatlannak bizonyul. Családja kicsit hibbantnak és – mivel a fetisizmusig elmenően él-hal a cselédlányokért – kicsit perverznek tartja. Szeretne elszökni szerelmével, Madge Cartwright Rose nevű szobalányával, és jobb híján legalább féllegális házasságot kötni vele. Retteg, hogy társadalmi és vagyoni okokból egy szép, de utált arisztokrata lányhoz kényszerítik.
- Lady Lavender Southwick (Mavis Pugh): Lord Meldrum nagyon idős és szenilis, de élettel teli anyósa. Papagájával él az egyik emeleti szobában. Örökké várja ifjúkori szerelmét, Dolby kapitányt (akit sokakban felismerni vél), kedvenc passziója, hogy állandóan hozzávágja a cselédekhez (elsősorban Ivyhoz, akit ő Ethelnek hív) a felszolgált tápiókapudingot. A Meldrum család kezelhetetlen természete miatt lehetőleg kerül vele minden kontaktust, és várja, hogy – öröklés útján – hozzájusson tekintélyesnek vélt vagyonához.
- Ms. Poppy (Susie Brann): Meldrum fiatalabb lánya. Meglehetősen önző és önimádó, másokat lekezelő természet. Úgy érzi, a legtermészetesebb dolog az, hogy körülötte forog a világ. Érzelmes, érzéki, kacér, könnyelmű. Előszeretettel flörtöl a belé szerelmes Jamesszel, a lakájjal, örömét leli abban, hogy látja, mennyire epekedik utána a férfi. Állandó udvarlója a kissé féleszű, ám gazdag Jerry.
- Ms. Cissy (Catherine Rabett): Meldrum idősebb lánya. Családját és környezetét sokszor megbotránkoztató modernista (szocialista) nézeteket vall, férfiruhában jár és Pénelopé nevű barátnőjével csókolózik. Támogatja a dadaista költészetet, szíve sok tekintetben a Munkáspárthoz húz. Repülőgépet és automobilt is vezet. Határozott egyéniség és racionális elme.

## Fontosabb mellékszereplők
- Wilson „kapitány” (Bill Pertwee): A helyi közrendőr, rendőrjárőr. Szereti Mrs Lipton főztjét, és az utca összes többi úri házának étkét is, rendőri munkája részének gondolja a konyhák rendszeres végiglátogatását és főként az így megkapható potyaebédeket. Feladata szerint a gazdagok utcájában posztoló rendőr, a valóságban korrupt zsaru, akinél „bármit” elintézhetnek a felsőbb osztályok tagjai, persze ha támogatják 5 fonttal a rendőröket segélyező alapítványt. (Megjegyzés: Wilson eredetileg közrendőr vagy konstábler, de mivel ez a magyarban szokatlanul hangzana, a fordító kapitánnyá léptette őt elő. Ez egyedül abban az epizódban lehet zavaró a magyar nézőnek, amikor a „kapitány” egy felettese szóba kerül, aki őrmesteri rangban van.)
- Lady Agatha Shawcross (Angela Scoular): Poppyhoz hasonló, de sokkal tapasztaltabb és dörzsöltebb nő. Viszonyt folytat Meldrum lorddal, de egyben saját magánál és persze Meldrumnál sokkal-sokkal fiatalabb férfiakkal is.
- Sir Ralph Shawcross (John Horsley): Lady Agatha férje. Öreg, katonás férfi, a szenilitás jelei mintha nála is egyre inkább mutatkoznának. Néha gyanakodni kezd felesége és Meldrum viszonyával kapcsolatban, de aztán naivul elhiszi minden magyarázkodásukat.
- Charles, az érsek (Frank Williams): A Meldrum-ház gyakori vendége. Keveset tudni róla. Legfontosabb célja, hogy pénzt szerezzen a Megesett Hölgyek Otthona nevű intézmény fenntartására: adományokat gyűjt, árverést és jótékony célú bált szervez.
- Madge Cartwright (Yvonne Marsh): Teddy menyasszonya, előkelő és vagyonos nő, a „Cartwright Szappanbirodalom” örököse. Rajong a vőlegényéért, akinek minden botlását megbocsátja. Teddy egyáltalán nem viszonozza Madge érzéseit, csak azért egyezik bele a házasságba, hogy a lord el ne küldje büntetésből egy távoli gyarmatra.
- Jerry (John D. Collins): Poppy régi, hűséges udvarlója. Számos alkalommal megkéri Poppy kezét, aki a történet végén végül igent mond. Poppy nem szerelmes Jerrybe, de értékeli a férfi kitartását és főleg vagyonát. Előre érezhető, hogy a házasságuk nem lesz igazán boldog.
- Penelope Barrington-Blake (Sorel Johnson): Cissy barátnője, ahogy ő mondja „társa”. George megalapozott gyanúja szerint kapcsolatuk jóval több barátságnál.
- Rose (Amanda Bellamy): Madge Cartwright szobalánya. Egyszerű teremtés, akárcsak Ivy, halálosan szeretik egymást Teddyvel.
- Mr. Foster (Michael Lees): A Union Jack Gumitársaság igazgatója. A gyárban játszódó, vagy a gyárral kapcsolatos jelenetekben rendszerint ő, Barnes és Jock szerepelnek.
- Mr. Barnes (Ivor Roberts): Csoportvezető a gyárban, harmincöt éve dolgozik a gumiiparban. Szelíd és jóindulatú, rendszerint ő fogja vissza Jock dühkitöréseit. Amatőr bűvész.
- Jock McGregor (Stuart McGugan): A minőség-ellenőrzésen dolgozik, „Jock mindig kiszúrja a hibás terméket” alapon. Erős testalkatú skót, indulatos és bizalmatlan, nem rokonszenvezik sem Meldrummal, sem Teddyvel. Szaxofonozik a Szeszélyes Hetek nevű zenekarban.
- Ms. Potter (Judith Fellows): A Napsugár Cukrászda tulajdonosnője.
- Selfridge (Hugh Lloyd): Sir Ralph komornyikja. Hűségesen szolgál, de gyengéje az ital.
- Dickie Metcalfe (Robin Lermitte): Jóképű fiatalember, egy rövid ideig Miss Poppy jegyese, de hamar kiderül róla az igazság: csaló és hozományvadász, aki alkalomadtán autót és repülőgépet is lop, ha úgy hozza az élet.
- Dolby kapitány (Maurice Denham): Lady Lavender számtalanszor emlegeti régi udvarlóját, akitől gyakran talál régi leveleket és azt hiszi, hogy szerelme nemrég írta őket. A leszámolás éjszakája című epizódban meg is jelenik, de a találkozás balul üt ki: a szenilis Dolby kapitány már semmire sem emlékszik, már nem áll szándékában feleségül venni Lavendert.
- Robin, a káplán (Robbie Barnett): A püspök titkára, kísérője és sofőrje. Szerény és kedves férfi, zongorán is játszik.
- Chesterton: Ő volt a komornyik Stokes előtt, az ő halála nyitja meg a helyet Alf számára. Személyesen nem jelenik meg, csak a nevét említik a legelső epizódban.
- Mr. Pearson (Felix Bowness): A fűszeres segédje, csütörtökönként érkezik, hogy behajtsa a heti vásárlások árát. Az összegből, mint kiderül, Stokes és Mrs. Lipton százalékot kap.
- Rupert, a kertész (Eli Woods): Csak a papagáj temetésén jelenik meg személyesen (Mr. Pearson társaságában), de a motorbiciklije többször is felbukkan (pl: Zavar a gyárban, Gretna Green vagy kudarc).
- Mr. Fisher (Iain Mitchell): Zálogos és uzsorás, aki kihasználva Alf Stokes szorult helyzetét, beférkőzik a Meldrum-házba, hogy megfúrja a széfet (a Koldulás, kölcsön, vagy lopás című epizódban).
- Mr. Franklyn (John Clegg): Lady Lavender ügyvédje, de valójában szervilisen kiszolgálja Lord Meldrumot Lady Lavender ügyeit tekintve.
- Leokádia Anstruther (eredetileg: Hortence) (Angela Easterling): Aktivista a szocialista pártban, az ingyenkonyhán dolgozik, a vegetarianizmus lelkes híve. (A leszámolás éjszakája és az Igen, uram, enyém a kicsike című epizódokban szerepel.)
- Stanley Baldwin: 1927-ben, a történet idején brit miniszterelnök, a „Zavar a gyárban” című epizódban Őméltósága vacsoravendége.
- Noël Coward: (Guy Siner) színész, író és zeneszerző, a „Royal Flush” című epizódban szerepel. A történet szerint a vacsorára késve érkezett, mert ezen a napon volt Sirokkó c. darabjának bemutatása, ami hatalmas bukás volt. A valóságban a darabot tényleg 1927-ben, november 24-én mutatták be, és tényleg bukásnak, sőt botránynak indult. Ez az egyetlen dátum, ami napra pontosan beazonosítható a történetben. Igaz a magyar fordításban keddet említenek, de a bemutató csütörtökre esett, és az eredeti angol szöveg is csütörtököt említ.

## Magyar hangok
| Szerep              | Magyar hang                                                  |
| ------------------- | ------------------------------------------------------------ |
| Alfred Stokes       | Hollósi Frigyes                                              |
| James Twelvetrees   | Konrád Antal                                                 |
| Ivy Teasdale        | Hámori Ildikó                                                |
| Lord George Meldrum | Somogyvári Pál / Makay Sándor (4. évad)                      |
| Teddy Meldrum       | Benedek Miklós                                               |
| Poppy Meldrum       | Zsurzs Kati                                                  |
| Cissy Meldrum       | Szirtes Ági                                                  |
| Lady Lavender       | Gyimesi Pálma                                                |
| Mrs. Blanche Lipton | Pásztor Erzsi                                                |
| Henry Livingstone   | Tahi József                                                  |
| Mabel Wheeler       | Bakó Márta                                                   |
| Wilson kapitány     | Beregi Péter                                                 |
| Lady Agatha         | Földessy Margit                                              |
| Sir Ralph           | Bálint György / Horkai János (4. évad)                       |
| Madge Cartwrigth    | Győry Franciska                                              |
| Rose                | Csere Ági                                                    |
| Charles             | Verebély Iván                                                |
| Robin               | Végh Péter / Katona Zoltán (4. évad)                         |
| Jerry               | Forgács Péter / Wohlmuth István (4. évad)                    |
| Penelope            | Nyírő Bea                                                    |
| Mr. Foster          | Pusztai Péter / Surányi Imre (4. évad)                       |
| Jock McGregor       | Balázsi Gyula / Bácskai János (3. évad, 4. évad)             |
| Mr. Barnes          | Ujlaki Dénes                                                 |
| Dickie Metcalfe     | Rosta Sándor                                                 |
| Mr. Pearson         | Pataky Imre / Garay József (3. évad) / Végh Ferenc (4. évad) |
| Ms. Potter          | Kassai Ilona                                                 |
| Selfridge           | Kardos Gábor                                                 |
| Mr. Fisher          | Józsa Imre                                                   |
| Mr. Franklyn        | Versényi László                                              |
| Leokádia Anstruther | Faluhelyi Magda / Holl Zsuzsa (4. évad)                      |

## A történetben megemlített valós személyek
- Maurice Chevalier: francia sanzonénekes, filmszínész. Teddy a történet vége felé oly könnyed eleganciával öltözködik, hogy Chevalier-hoz hasonlítják. (Rose: „Óh, hogy milyen gyönyörű vagy így! Kiköpött Maurice Chevalier!”)
- Ramsay MacDonald: a munkáspárt vezetője, két ízben miniszterelnök, az „Adomány” című epizódban említik a nevét.
- John Reith: a BBC alapítója és vezetője. Lord Meldrum szeretne bekerülni a BBC igazgatótanácsába, ezért keresi Reith társaságát.
- William Gladstone: liberális párti politikus (1809-1898), akit Lady Lavender közeli ismerőseként említ a 'Zavar a gyárban' című epizódban.
- Lloyd George, Bonar Law, H. H. Asquith: politikusok, korábbi miniszterelnökök, akiket Lady Lavender szüfrazsettként étellel dobált meg. (Az ételek sorrendben: kacsa, rákszuflé, báránycomb.)
- Benito Mussolini: George szerint az olasz diktátor „átkozottul jól dolgozik: elérte, hogy a vonatok pontosak legyenek.” (Az „Adomány” című epizódban.)
- Lord Cardigan: Lady Lavender szerint Kapitány, a papagája a krími háború idején Lord Cardigan mellett szolgált a hadseregben. (A „Requiem egy papagájért” című epizódban.)
- V. György: Nagy-Britannia királya a történet idején (1910 és 1936 között uralkodott).
- Mária királyné: V. György felesége, II. Erzsébet nagyanyja. Wilson kapitány szerint nem tanácsos a legdrágább étkészletet elővenni, ha a királyné jön vendégségbe: addig dicsérgeti, míg neki nem adják – célzás a Mária királyné ékszerei körül terjengő pletykákra: jól értesült udvari körök tudni vélik, hogy Mária az Oroszországból elmenekült cári család ékszereinek egy részéhez nem teljesen tisztességes úton jutott hozzá. Ez a téma igen sokáig foglalkoztatta a brit közvéleményt. („A meztelen igazság” című epizódban.)
- Robert Baden-Powell: A cserkészmozgalom alapítója, „Az egy nap a szabadban” című epizódban említik meg a nevét.
- P. G. Wodehouse: komikus regények Magyarországon is közismert írója. Amikor Teddy egy bűncselekmény ötletével rukkol elő Stokesnak, a komornyik arra céloz, hogy Teddy túl sok művet olvasott a szerzőtől.
- G. B. Shaw: Ír drámaíró volt, Cissy említi meg őt a reggelinél. A férfi eredetileg aznap mondott volna beszédet a Születésszabályozási Klinika megnyitóünnepségén, ám végül mégsem vállalta. („Az elátkozott Meldrum-ház című” epizódban.)
- H. G. Wells: Angol science fiction író volt. A Teddyhez és Lady Lavenderhez hívott professzor jegyzi meg, hogy H. G. Wells édesanyja szobalány volt. (A „Munka vagy szerelem" című epizódban.) Később Cissy említi meg őt egy telefonbeszélgetés során. Azt szerette volna, hogy ő mondjon beszédet a klinika megnyitóján, ha már Shaw lemondta. („Az elátkozott Meldrum-ház című” epizódban.)
- Oscar Wilde: George a balettelőadás után a Cafe Royal-ban akar vacsorázni. Sir Ralph megemlíti, hogy egykor Oscar Wilde is oda szokott járni – amíg élt. („Gretna Green vagy kudarc” című epizódban.)
- Sigmund Freud: Lady Lavender említi meg a "Szerelem és Pénz" című epizódban. "Nos segítek neki, ha tudok, de meg kell értenie, hogy én Alfred Adler tanításait követem. Szerinte Freud szexmániákus volt és én hajlok arra, hogy egyet értsek vele."
- Alfred Adler: ld. fentebb

## A történetben megemlített valós helyek, események, fogalmak
- Kit Kat Club, Savoy, Gunter: Szórakozóhelyek és vendéglők Londonban.
- Az általános sztrájk: Az általános sztrájk idején (1926. május 4-13.) Teddy egy autóbuszt vezetett, 'átkozottul veszélyes volt', mondja büszkén az első epizódban.
- Fortnum & Mason, Harrods: Londoni áruházak. Az előbbiből rendelték az ételt arra a partira, amelyen a dalmát király is megjelent (Royal Flush című epizód), az utóbbiban vásárolta Madge a kelengyéjét (Igen, uram, enyém a kicsike).
- Marshall & Snelgrove: áruház Londonban; az "Egy nap a szabadban" című epizód elején Stokes az áruház női fehérneműrészlege alkalmazottjának adja ki magát mikor Sir Ralph-nek telefonál.
- York hercegének szobra a londoni St. James’s Parkban: itt találkozik Lady Agatha a 'biztosítási ügynökével'. A herceg gyenge hadvezéri teljesítményét ('csak fel-le meneteltette a katonáit egy dombra') egy versike örökítette meg.
- Teddy Tail: A tiszteletreméltó Edward kedvenc képregényhőse, kalandjai a Daily Mailben jelentek meg. (Az Adomány című epizódban szerepel, ugyanitt tudjuk meg azt is, hogy a napilapokat olvasás előtt ki kell vasalni).
- Tatler: Az 1709-ben alapított magazin egyik fő témája a felsőbb osztály élete, Sir Ralph és Lord Meldrum egyaránt szeretne szerepelni benne (előbbi azzal, hogy átengedi otthonát a jótékonysági árverés céljára, utóbbi a modern költők felolvasóestjével).
- Magnet magazin: Henry kedves olvasmánya, 1908 és 1940 között hetente jelent meg.
- Sidecar koktél: A szereplők kedvelt itala, a magyar fordításban „motoros koktél” lett belőle, mivel a sidecar eredetileg oldalkocsit jelent.
- Eton: Eton városa az elit középiskolájáról híres, amit 1440-ben alapított VI. Henrik, és amit csak a leggazdagabbak engedhetnek meg fiaik számára (csak fiúk tanulhatnak itt). Teddy Meldrum többször is célzást tesz arra, hogy az iskolában virágzott a homoszexualitás. Ugyanebben az elit iskolában történt meg Agatha esete a hat (vagy négy) diákkal a gyengélkedőn.
- Gretna Green: Skóciai település, amelynek kovácsa két tetszőleges tanú előtt, minden különösebb ceremónia nélkül összeadja a házasodni kívánó feleket.
- A kínai papagáj: Earl Derr Biggers azonos című könyve alapján készült film (1927), amit Ivy szívesen megnézne James-szel; szerepel a filmben Ivy kedvenc színésznője, Anna May Wong is. (Másik kedvence Rin-Tin-Tin.)
- Angol pénzrendszer: gyakorlatilag lehetetlen követni a történetet, ha nem tudjuk, hogy az 1971 előtti rendszerben egy shilling 12 pennyt ért, egy font húsz, egy guinea pedig 21 shillinget, de létezett egy 'fél korona' nevű címlet is, ami harminc pennyt (azaz két és fél shillinget) ért.

## Epizódok
| Évad | Évad | Részek száma | Részek száma | Eredeti sugárzás   | Eredeti sugárzás   | Eredeti adó | Magyar sugárzás | Magyar sugárzás    | Magyar adó |
| Évad | Évad | Részek száma | Részek száma | Évadbemutató       | Évadzáró           | Eredeti adó | Évadbemutató    | Évadzáró           | Magyar adó |
| ---- | ---- | ------------ | ------------ | ------------------ | ------------------ | ----------- | --------------- | ------------------ | ---------- |
|      | 1.   | 5            | 5            | 1990. január 14.   | 1990. február 11.  | BBC         | 1992. július 2. | 1992. augusztus 6. | MTV 2      |
|      | 2.   | 7            | 7            | 1990. november 11. | 1990. december 23. | BBC         | n. a.           | n. a.              | MTV 2      |
|      | 3.   | 7            | 7            | 1991. november 10. | 1991. december 22. | BBC         | n. a.           | n. a.              | MTV 2      |
|      | 4.   | 6            | 6            | 1993. március 20.  | 1993. április 24.  | BBC         | n. a.           | n. a.              | MTV 2      |

## Szereplők beszólásai/szállóigék/gyakori cselekmények
1. Az finom lesz/jó lesz: Mabel szokta ezt mondani, mikor Mrs Lipton „nagylelkűen” felajánlja neki a szinte már ehetetlen maradékot, ami leggyakrabban hideg rizspuding, almahéj, halfej, vagy penészes sajt.
2. Nem is tudom már, mikor ettem (ilyet) utoljára…: Mabel gyakran rácsodálkozik egy-egy jobb ételre, miközben ezt mondja, persze így sem kap belőle.
3. Hová vezetne ez?!: Amikor valaki (például James vagy Wilson kapitány) elítélően nyilatkozik valamiről, Henry látszólag egyetértve (de igazából ironikusan) rákontráz: Hová vezetne ez?!
4. Maga is ezt mondja mindig, ugye, Mrs Lipton/Mr Twelvetrees?: Henry így próbálja felvenni a szakácsné és a lakáj beszélgetésének ritmusát, de míg azok ketten gyakran használt szállóigéket idéznek, Henry ilyenkor általában új dolgokat mond, amiért egy fülessel jutalmazzák.
5. Ne szólj szám, nem fáj fejem. Mindig ezt mondom.: Mrs Lipton vagy James mondja ezt, ha tudnak valamilyen titkot, de nem akarják elárulni.
6. Ideje, hogy visszatérjünk a viktoriánus erkölcsökhöz!: Lord Meldrumnak nincs szerencséje ezzel a mondattal: valahányszor ezt mondja, a következő pillanatban szégyenkeznie kell, mert Lady Agatha érkezik vagy telefonál, esetleg Sir Ralph elől kell elrejtőznie.
7. Ne a reggelinél/vasárnap…!: Lord Meldrum ezzel a mondattal próbálja elterelni a szót bármilyen számára kínos kérdésről, mint például a homoszexualitás, az angol munkások helyzete, vagy a szocialista világnézet.
8. Jó reggelt/napot! Van kilátásom egy csésze forró finom teára és egyre Mrs Lipton kiváló meggyes lepényéből? : Wilson rendőr szokásos potyaleső belépője mindennapi „közbiztonsági ellenőrzése” előtt.
9. Mit gyárt a Union Jack Gumitársaság?: Különféle gumiból készült termékeket, természetesen, amelyek közül nem mindegyiket lehet nevén nevezni (jobb) társaságban, csak különféle célzásokat tenni rá, például: „Apa – mondja egyszer Miss Poppy –, képmutató vagy, ha nem akarsz eljönni a születésszabályozási központ megnyitójára! Hát végül is mi a te gumigyáradnak a fő terméke?!”
10. Szabad!/Ó, hallgass, szabad!: Lady Lavander és a papagája (Kapitány) közti párbeszéd, ha valaki (legtöbbször Ivy) kopog az ajtón.
11. Micsoda átkozott balszerencse! Teddy káromkodása, szinte mindig egy kis csekélység balsikerére reagálva (pl. a délutáni pezsgő szobahőmérséklete, vagy az, hogy Ivynak nincs még egy szemüvege Rose számára, hogy kipróbálja).
12. Ne törődj vele, csak tedd, amit mondanak! Stokes szokta mondani Ivynak, amikor nincs kedve neki elmagyarázni, hogy mit miért kell tenni, vagy épp mit miért nem (pl., hogy miért ne maradjon sokáig Miss Cissy-nél).
13. Ó, a szegény pára! Ivy szokta mondani, amikor sajnál valakit. Legtöbbször csak ő sajnálja egyedül, mások számára világos, hogy nincs miért sajnálkozni. (Pl amikor Lady Agatha a vacsora után hirtelen rosszul lesz, hogy Lord Meldrum házában tölthesse az éjszakát, vagy amikor Lady Levender a szobájába kéreti a reggelit, mert másnapos...)
14. Majd mi leszünk odafent, ők meg majd idelent (Mr Stokes szokta ezt mondani, reménykedve egy igazságosabb világban).